# 2014年6月

## 6月1日
災害事故
- 一架載著19人的Mi-8直升機在俄羅斯摩爾曼斯克州失事，已知2人獲救，其餘下落不明。[1]
- 2014年大西洋颶風季今天開始。[2]

經濟改革
- 古巴1日開始為農民試辦批發市場，初期僅允許在青年島，農民可以自由將農產品賣給消費者，同時暫停在該區的物資分配，該國在2008年劳尔·卡斯特罗接任領導人後開始推行經濟改革，先前都是計劃經濟制度。[3]

恐怖攻擊
- 奈及利亞東部阿达马瓦州的穆比鎮，當地時間1日傍晚6時30分左右發生一起爆炸案。炸彈在臨近當地一所小學的啤酒屋（英语：Beer hall）爆炸，當時有至少三十人正聚集觀看足球賽。警方已經確認14人瞬間被炸死，居民則說超過四十人，奈及利亞官員懷疑是博科聖地恐怖分子所為，不過仍未有組織或團體出面承認。[4]

薩爾瓦多政治
- 前法拉本多·馬蒂民族解放陣線領導人萨尔瓦多·桑切斯·塞伦，今日正式宣誓就任新一任的萨尔瓦多总统。[5]

人權
- 具有澳洲公民身分的藝術家郭健（譯音，Guo Jian）六月一日被北京警方拘留，美聯社記者之後撥通其電話時，得到本人親口證實，他將被拘留至15日。報導中沒有提到警方為何拘留他，僅提到他的名字出現在前一天《英國金融時報》紀念六四事件週年的專題。[6]

## 6月2日
印度政治
- 拉奧（Kalvakuntla Chandrashekar Rao）當地時間上午8時15分在新省會海德拉巴正式宣誓就職，擔任新成立的泰伦加纳省省長。[7]

西班牙政治
- 西班牙首相拉霍伊宣布胡安·卡洛斯一世即将退位，并传位给費利佩王子[8]。

科技新知
- NASA和麻省理工學院（MIT）聯手合作，讓月球覆蓋WIFI網路，未來太空人在月球執行任務時，也可以利用WIFI上網，甚至是上臉書自拍打卡，標記身在月球。目前從地球到月球的傳輸速率為19.44Mbps，而月球到地球則是622Mbps。[9]
- 蘋果公司在WWDC大會上發表了專為Cocoa與Cocoa Touch設計的程式語言－Swift，新款操作系统iOS 8也被发布。[10]

2014年乌克兰亲俄罗斯示威运动
- 烏克蘭軍方安全部門官員說，親俄的武裝分離主義份子當地時間今日凌晨襲擊了在盧甘斯克的一處邊防哨所，政府軍有8到9人受傷，攻擊方有5人死亡8人受傷，戰鬥仍在持續中。[11]

巴勒斯坦政府
- 巴勒斯坦的新團結政府（Palestinian unity government）內閣今日正式宣布就職。監誓人為巴勒斯坦民族权力机构主席马哈茂德·阿巴斯，內閣總理由拉米·哈马达拉擔任。以色列總理本雅明·内塔尼亚胡已表明不會承認該政府。[12]

中华人民共和国网络审查
- 中國大陸用戶自上周末開始，無法使用Google搜索、Google翻譯、GMail等服務，上一次是在2012年，封鎖時間為12小時左右。Google聲明稱，經過全面檢查，已確認問題不在他們這邊；而中國官員拒絕對此（封鎖）發表任何評論。路透社再引述一名用戶在中國獨有的微博（類似Twitter）中的留言：「那些官員快把我逼瘋了!」[13]

2014年佈道恩縣輪姦案
- 印度警方（Indian Police Service）使用水砲驅散了聚集在省長亞達夫（Akhilesh Yadav）所在的辦公大樓外抗議的數百名群眾。一對表姊妹上周被發現吊死在芒果樹，驗屍後發現兩人生前均遭到輪姦，但警方卻因為兩女的身分是賤民，不願受理辦案。[14]

武裝衝突
- 也門政府軍攻擊什葉派胡西叛軍在阿姆蘭省的據點，約100名胡西成員及約20名政府軍被殺。[15]

災害事故
- 伊朗當地時間周一17時15分左右，一場沙塵暴突然侵襲首都德黑蘭，造成至少5死30人傷。[16]

## 6月3日
災害事故
- 印度鄉村發展部（英语：Ministry of Rural Development (India)）部長孟德（Gopinath Munde）在當地時間06時20分左右，於奧羅賓多路（英语：Sri Aurobindo Marg）發生車禍死亡，前座司機與副座助理毫髮無傷。孟德當時正準備前往新德里機場搭機，他8天前才與纳伦德拉·莫迪一同宣誓就職。[17]
- 重慶硯石台煤礦發生瓦斯事故，已知22人死。[18]

2014年敘利亞總統選舉
- 敘利亞今天開始在2011年內戰後的第一次大選投票，預料現任總統巴沙尔·阿萨德將以壓倒性票數勝出，路透社報導稱，西方國家將此選舉斥之為騙局。[19]

科技新知
- Intel總裁Renée James（英语：Renée James）在臺北演講時宣布，將推出14奈米製程（英语：Nanofabrication）處理器，並正式與中國大陸晶片廠瑞芯微結盟合作。[20]

2014年泰國軍事政變
- 泰國軍方今日在電視上發表聲明，宣布巴達雅、春武里、蘇梅島、素叻他尼與普吉島解除宵禁，目的是為了避免對觀光業衝擊太大。[21]

中東呼吸綜合症
- 沙烏地阿拉伯衛生部（英语：Ministry of Health (Saudi Arabia)）修正患病人數，感染者由575增至688人；死亡者由190增至282人。[22]

2014年阿布哈茲的政治危機
- 前總統亚历山大·佐洛廷斯科维奇·安克瓦布將再次競選總統，他在6月1日以「維護國家穩定」為由辭職。[23]

## 6月4日
法律罪案
- 發生在2005年的栃木縣小一女童殺害事件（日语：栃木小1女児殺害事件）於今日宣告偵破，32歲的失業男子勝又拓哉已向日本警方認罪。勝又拓哉是臺灣移民，2009年才取得日本國籍。[24]
- 墨西哥通過新法律（英语：Law of Mexico），將綁架案嫌犯的最低刑期（英语：Mandatory sentencing）由20年提升至40年；最高刑期由50年提升至140年，6月4日生效。[25]
- 義大利逮捕了在摩西計劃案中貪汙的35人，當中包括威尼斯市長（英语：Mayor of Venice）歐索尼（Giorgio Orsoni）。[26]

六四事件
- 美國軍方駐外單位當年情報電文于当天解密。文件稱，見到解放軍「邊笑邊開槍」；而其中亦有內容錯誤部分，如報告鄧小平已死亡，但其在1997年才過世[27][28]。
- 白宮為天安門事件25週年發表聲明。聲明中盛讚當年的抗議者，譴責軍方使用武力鎮壓和平示威。美國敦促中國政府，應保障中國公民以生俱來的基本自由（言論、出版、集會、結社等）。[29]

2014年乌克兰亲俄罗斯示威运动
- 烏克蘭官方稱，在頓涅茨克的交火已暫時停止，斯拉維揚斯克與克拉馬托爾斯克的武裝分子已被政府軍趕走。[30]

自殺攻擊
- 利比亞發生一起針對叛變將領哈夫塔的恐怖攻擊。自殺炸彈客開著載滿炸藥的汽車撞入位在班加西的村落，炸死了至少3人，哈夫塔當時身在軍營無事。[31]
- 巴基斯坦首都伊斯兰堡附近的拉瓦尔品第發生自殺攻擊案。襲擊者身綁炸藥，待一輛軍車靠近時引爆，造成2軍官與3平民被炸死。[32]

藝術文化
- 約翰·班維爾獲得了2014年阿斯圖里亞斯親王文學獎。[33]
- 麥克布萊德（Eimear McBride）以小說《女孩是個半成品》（A Girl Is a Half-formed Thing）擊敗唐娜·塔特（Donna Tartt）的《金翅雀》（The Goldfinch），獲得2014年女性小說獎。[34]

商業經濟
- 日本第二大壽險公司第一生命正式宣布以約57億美元收購美國同業Protective Life（英语：Protective Life）公司，以進軍美國市場。[35]
- 私人股本公司（英语：Private equity firm）科尔伯格－克拉维斯－罗伯茨（簡稱KKR），正式宣布以約11億美元收購一家以新媒體為產業主力的Internet Brands（英语：Internet Brands）公司。[36]

## 6月5日
尼日利亚伊斯兰主义叛乱活动
- 博科圣地武装分子涉嫌在尼日利亚东北部城市迈杜古里附近一村庄发动袭击，约45人死亡。 [37]
- 也门军方（英语：Military of Yemen）在舍卜沃省一检查站遭基地组织武装分子袭击，14人死。 [38]

经济商贸
- 欧洲中央银行决定把基准利率和银行隔夜存款利率分别调整至0.15%和-0.1%，借此让欧元贬值以提振欧元区经济发展。 [39]

意外事故
- 一架AV-8B鹞式喷气机于美国城市因皮里尔坠毁，三间房屋遭损坏。 [40]

疾病
- 一项关于中东呼吸系统综合征的研究在《新英格兰医学杂志》发表。 [41]

犯罪
- 一名爱尔兰大主教，宣称天主教教会没有将796名儿童埋葬在蒂厄姆某座建筑的废弃混凝土化粪池中的记录。 [42]
- 中华人民共和国声称已就最近在新疆地区策划恐怖袭击事件，逮捕29人。 [43]
- 巴基斯坦警方已逮捕多名参与投石杀人事件的人士，总羁押人数达到12名。 [44]

2014年蒙克顿枪击案
- 加拿大皇家骑警在全国范围内，搜捕在蒙克顿枪击案中杀死3名警察的24岁枪手。[45]
- 妖怪牌能量饮料公司就未经授权在广告中使用美国嘻哈乐队野兽男孩的音乐，在版权侵犯诉讼中赔偿给对方170万美元。[46]

政治选举
- 由最近辞职的帕特里克·默瑟引发的英国国会纽瓦克选区补选拉开大幕。[47]

## 6月6日
阿富汗战争
- 阿富汗总统选举的领先者、阿富汗全国联盟阿卜杜拉·阿卜杜拉在爆炸袭击中幸存。[48]

2014年乌克兰亲俄罗斯示威运动
- 俄罗斯总统弗拉基米尔·普京和乌克兰当选总统彼得·波罗申科呼吁迅速停止乌克兰东部的暴力行动。 [49]

武裝衝突
- 开枪打死塔利班组织高级指挥官马哈苏德的身份不明的袭击者，推测来自马哈苏德位于北瓦济里斯坦特区乌鲁兹村的分裂组织。[50]

伊拉克叛乱
- 伊拉克境内发生一起袭击，27人死。[51]

文化
- 世界各国领导人前往法国诺曼底参加纪念诺曼底登陆70周年的纪念活动。[52]
- 由修女转型的歌手克里斯蒂娜·史库夏赢得意大利之声第七季的比赛。[53]

经济
- 沃达丰透露，六国政府透过永久连接监控沃达丰全网通信。[54]

疾病与事故
- 中国南方的连日暴雨导致12人死亡。[55]
- 科索沃首都普里什蒂纳六公里外奥比利奇的一处属科索沃A电厂的燃煤电站发生爆炸，3死13伤。该发电站是科索沃最严重的污染源，预计于2017年底关机，属全国第二大发电机组，提供全国30%的电力。[56]

健康
- 世卫组织估计，在西非爆发的埃博拉病毒已造成超过200人死亡。[57]

外交
- 北韩宣布上月逮捕一名涉嫌不当行为的美国游客。[58]
- 中国当局宣布把在25年前参与天安门广场抗议的澳大利亚籍艺术家郭健驱逐出境。[59]

法律
- 加拿大警方逮捕了制造蒙克顿枪击案的枪手贾斯丁·布尔克。[60]
- 日本国会眾議院本星期通過禁止拥有儿童色情物品的法案。[61]
- 巴西检察官正调查一起关于非法摘取身份不明尸体的器官以医学研究用途出售的指控。[62]

政治选举
- 罗伯特·杰里科在昨天举行的纽瓦克议会补选中，当选为保守党议员，成为首名连续25年赢得补选的保守党候选人。英国独立党则相差10000票。[63]

## 6月7日
阿富汗战争
- 伊拉克和沙姆伊斯兰国的槍手今日衝入安巴爾大學（英语：University of Anbar），殺死警衛後，挾持數十名學生做為人質。[64]

災害事故
- 在阿富汗巴格兰省的山洪導致至少50人死，數千人撤離。[65]
- 美國演員崔西·摩根在紐澤西州發生車禍，醫院證實命危。[66]

法律罪案
- 埃及法院判處10名穆斯林兄弟會的高級領導死刑，穆斯林兄弟會支持被罷黜的前埃及總統（英语：President of Egypt）穆罕默德·穆尔西。[67]

2014年乌克兰亲俄罗斯武装冲突
- 彼得·波罗申科今日宣誓就任烏克蘭總統，並稱絕不放棄克里米亞。[68]

2014年法国网球公开赛
- 俄罗斯网球运动员玛丽亚·莎拉波娃以6-4、6-7、6-4的战绩，击败罗马尼亚选手西莫娜·哈勒普，赢得职业生涯第二个法网女单冠军。[69]

2014年巴西世界杯
- 德国国家足球队夺得世界杯的希望遭受巨大打击，该队中场球员马尔科·罗伊斯在昨晚对阵亚美尼亚的最后一场热身赛中脚踝受伤。[70]

## 6月8日
武装冲突
- 造成37人死亡的袭击发生后，联合国和刚果军方派遣军队前往南基伍省以维持地方稳定。[71]

伊拉克叛乱
- 库尔德斯坦爱国联盟位于迪亚拉地区的办事处遭受连环炸弹袭击，事件中至少13人死亡、60人受伤。[72]
- 2014年真纳国际机场恐怖袭击
  - 一群武装分子袭击了卡拉奇的真纳国际机场，造成13人死亡，所有航班停飞。[73][74]
  - 一辆载有前往巴基斯坦俾路支省奎达的伊朗什叶派朝圣者，遭到武装分子袭击，24人死。[75]

文化艺术
- 第68届托尼奖（英语：68th Tony Awards）
  - 第68届托尼奖于纽约无线电城音乐厅拉开大幕。《All the Way（英语：All the Way (play)）》摘得“最佳歌剧奖”。[76]

外交关系
- 保加利亚下令停止俄罗斯天然气工业股份公司领导的、计划绕过乌克兰作为进入欧洲过境国的南溪管道项目建设工作。[77]
- 教宗方济各敦促以色列总统希蒙·佩雷斯和巴勒斯坦总统马哈茂德·阿巴斯在梵蒂冈举行历史性的联合祷告会，共同为停战作出努力。[78]

2014年拉斯维加斯枪击案
- 包括两名警察在内的三名死者，在美国拉斯维加斯一家比萨店被一对夫妇枪杀。该名女子（阿曼达·米勒）杀死丈夫（杰拉德·米勒）后吞枪自杀。[79]

政治选举
- 阿卜杜勒-法塔赫·塞西宣誓就任埃及总统，任期四年。[80]
- 2014年科索沃议会选举（英语：Kosovan parliamentary election, 2014）今天拉开大幕。[81]

体育
- 足球方面，国际足联世界杯赞助商索尼声称卡塔尔利用行贿手段取得2022年世界杯足球赛举办权。[82]
- 2014年法国网球公开赛
  - 来自中国大陆的彭帅和台湾的谢淑薇，击败意大利组合萨拉·埃拉尼和罗贝塔·文奇，赢得2014年法国网球公开赛女子双打冠军，为职业生涯第二个大满贯。[83]
  - 西班牙选手拉菲尔·纳达尔击败塞尔维亚选手诺瓦克·德约科维奇，成为首个九度赢得大满贯赛事的第一人。[84][85]

## 6月9日
教育
- 英國教育及兒童服務與技能標準局（Ofsted）針對伊斯蘭主義分子試圖控制伯明翰多間學校的指控進行巡查後，發表對於伯明翰21間學校的巡查報告，該局首長邁克爾·威爾肖表示有證據顯示有人進行針對特定學校的有組織行動。[86]

## 6月10日
武裝衝突
- 伊拉克和黎凡特伊斯蘭國的武裝分子攻佔伊拉克尼尼微省首府摩蘇爾。[87]

## 6月11日
武裝衝突
- 伊拉克和黎凡特伊斯蘭國的武裝分子攻佔伊拉克萨拉赫丁省首府提克里特。[88]

## 6月12日
武裝衝突
- 面對伊拉克和黎凡特伊斯蘭國武裝分子即將進攻，伊拉克政府軍不戰而逃，棄守北部石油重鎮基爾庫克，庫爾德自治政府部隊乘虛佔領該市。[89]

體育
- 2014年世界盃足球賽揭幕。

## 6月13日
司法衝突
- 2014年香港佔領立法會事件，有千人示威抗議，甚至有人衝入立法會內部遭到逮捕。

## 6月14日
武裝衝突
- 烏克蘭軍方一架伊留申-76運輸機在卢甘斯克被武裝分子擊落，機上49人全部喪生。[90]

## 6月15日
武裝衝突
- 巴基斯坦軍方空襲北瓦济里斯坦特区的武裝分子藏身處，超過100名武裝分子被殺。[91]
- 6月15日晚上至16日間，懷疑來自索馬里青年黨的武裝分子在肯尼亞姆佩卡托尼（Mpeketoni）發動針對非穆斯林的恐怖襲擊，殺死至少48人。[92]

## 6月16日
武裝衝突
- 伊拉克和黎凡特伊斯蘭國的武裝分子攻佔泰勒阿費爾。[93]
- 巴基斯坦軍方繼續空襲北瓦济里斯坦特区的武裝分子藏身處，殺死至少27名武裝分子。另外一枚路邊炸彈炸死6名政府軍士兵。[94]

金融
- 美國最高法院駁回阿根廷政府的上訴，維持先前要求阿根廷向不接受債務重組的債權人償還全部債務的判決。[95]

## 6月17日
武装冲突
- 朝鲜发表视频宣称已研制出仿俄制Kh-35的洲际导弹。[96]
- 泰国南部北大年府、惹拉府和陶公府的紧急状态延长三个月。[97]
- 索马里青年党武装分子袭击了肯尼亚一处村庄，15人死亡，多栋房屋遭损坏。[98]
- 275名美军士兵被部署至巴格达为美国驻伊拉克大使馆提供额外保护。[99]
- 2014年6月15日，美军特种部队与美国联邦调查局在利比亚执行秘密任务，抓获班加西大使馆遇袭案的策划者之一，艾哈迈德·阿布·卡达阿拉。(Washington Post)（页面存档备份，存于）
- 25名恐怖分子在北瓦济里斯坦特区的藏身地被巴基斯坦空军击毙。[100]

自然灾害
- 南非的山火烧死7人，5人死于夸祖鲁 - 纳塔尔省的科克斯塔德，2人死于当地政府，数千亩森林和牧场遭毁。[101]

科技新知
- 美国总统贝拉克·奥巴马，建议扩建里莫特群岛海军基地国家遗址公园，在中太平洋地区创建世界最大的海洋保护区。[102]

## 6月18日
武装冲突
- 40名受雇于土耳其建筑公司的印度工人，于摩苏尔遭武装分子绑架。[103]
- 伊拉克和沙姆伊斯兰国武装分子围攻拜伊吉的伊拉克最大炼油厂。[104]
- 美军无人机向巴基斯坦北瓦济里斯坦省一系列导弹，造成四名当地武装分子死亡。[105]
- 叙利亚内战
  - 反对派人士称，叙利亚军方用直升机轰炸了靠近约旦边境附近的一处难民营，造成20人死亡。[106]
  - 禁止化学武器组织发表初步报告，表明自2013年8月袭击以来有大量化武被使用，叙利亚政府军仍在使用法国提供的氯气制造袭击。[107]

经济商贸
- 乌克兰总统彼得·波罗申科要求议会罢免央行行长斯捷潘·库比夫。[108]

意外事故
- 马来西亚海事执法机构报告称，一艘载有97名印尼人的货轮倾覆，66人失踪。[109]

政治选举
- 卢森堡众议院投票通过同性婚姻以及同性婚伴侣认养子女的相关法案，2015年执行。[110]
- 新弗拉芒人联盟为欧洲议会挑选有适度欧洲怀疑主义的欧洲保守派和改革派成员，意味着该党将超越欧洲自由和民主党，成为欧洲第三大自由派联盟。[111]
- 中英雙方政府發表聯合聲明，其中第23條說，「作為英方長期政策，英國承認西藏是中華人民共和國的一部分，不支持西藏獨立」；該條亦指出，雙方認為，按照一國兩制方針和基本法，維護和促進香港特別行政區的繁榮與穩定，符合雙方利益。[112]

健康
- 2014年西非埃博拉病毒疫情
  - 据报道，有7人死于最近在利比里亚蒙罗维亚爆发的埃博拉病毒。[113]

法律罪案
- 因参与1980年土耳其政变，现年96岁的前土耳其总统凯南·埃夫伦被判处无期徒刑。[114]
- 美国专利及商标局法庭，商标审判和上诉委员会，以2-1的票数撤销NFL华盛顿红皮队数个涉嫌“贬低美国原住民”的商标，球队随即向法庭上诉。[115]

## 6月19日
文化艺术
- 费利佩六世正式接替其退位的父亲胡安·卡洛斯一世成为新一任西班牙国王。[116]

法律罪案
- 罗马尼亚总统特来杨·伯塞斯库否认在弟弟米尔恰的受贿案中，收受250000欧元的指控，以便释放一名受监禁的著名流氓。其弟在他召开新闻发布会数小时后被监禁24小时。[117]
- 美国最高法院对软件专利的适用范围大幅削减，商业案件受影响。[118]

政治选举
- 乌克兰国会在总统彼得·波罗申科宣誓就职的前天，确定包括外长在内的政府官员候选者。[119]

## 6月20日
武装冲突
- 叙利亚内战
  - 叙利亚军方用直升机袭击大马士革南部一处难民营，包括9名儿童在内的12人身亡。[120]
- 2014年伊拉克北部内战
  - 鉴于伊拉克最大炼油厂发生的攻击，美国向伊拉克派遣300名军事顾问。[121]

自然災害
- 连日暴雨导致保加利亚北部暴发山洪，至少11人死亡，失踪者数目不详。[122] [123]

法律罪案
- 菲律宾反贪腐法庭就优先发展援助基金贿赂案，向菲律宾参议员邦·雷维拉发出逮捕令，雷维拉随后认罪。[124]

体育
- 曾执教打入欧洲篮球联赛特拉维夫马卡比篮球队的教练大卫·布拉特，据称与克里夫兰骑士队达成协议，将出任球队新任主教练，布拉特因此成为NBA首位欧洲联赛教练。[125]

## 6月21日
- 在卡塔爾多哈舉行的第卅八屆世界遺產大會上，日本的富岡絲綢廠；伊拉克埃爾比勒；沙烏地阿拉伯吉達古城；墨西哥的卡拉克穆爾瑪雅古城和熱帶森林（自然和文化雙重遺產）、德國的卡羅林時期面西建築和科爾維城；阿根廷、玻利維亞、智利、哥倫比亞、厄瓜多爾、秘魯聯合申報的印加路網入選世界遺產。巴勒斯坦的巴地爾村更被列入瀕危世遺。自由時報（页面存档备份，存于）央廣
- 高城郡韓軍槍擊案，一名駐守三八線附近的韓國陸軍士兵朝同袍開槍、攜械逃亡，造成5人死亡、7人受傷。

## 6月22日
- 在卡塔爾多哈舉行的第卅八屆世界遺產大會上，中國大運河和絲綢之路入選世界遺產。南韓的南漢山城也一同入選。聯合報中國時報（页面存档备份，存于）

## 6月23日
科技新知
- 在美國加州大學洛杉磯分校擔任教授的華裔數學家陶哲軒獲得今年的數學突破獎，得到獎金300萬美元。[126]

敘利亞內戰
- 敘利亞擁有的最後一批化學武器原料經拉塔基亞運走，將經義大利港口運到公海上銷毀。[127]

## 6月24日
武装冲突
- 2014年乌克兰亲俄罗斯武装冲突
  - 俄罗斯总统弗拉基米尔·普京要国会上院，撤销早前授予俄罗斯军队对乌克兰进行军事干预的权利。[128]
  - 斯拉维扬斯克附近的分裂势力击落乌克兰陆军一架米-8直升机，9人遇难。政府翌日宣布停火。[129]
- 黎巴嫩首都贝鲁特什叶派郊区发生一起汽车炸弹袭击，炸弹客被炸身亡，5人受伤。[130] [131]
- 肯尼亚海岸地区恐怖袭击造成5人死亡。[132]
- 塔利班追杀一名因救过海豹突击队一命要求美国提供庇护的阿拉伯男子。[133]
- 两名身份不明的武装分子，袭击巴基斯坦国际航空一辆降落在巴查·汗国际机场的航班，至少2人死，1人伤。[134]

文化艺术
- 卡塔尔埃米尔塔米姆·本·哈迈德·阿勒萨尼，同意花费22亿欧元扩建巴萨罗纳丰碑斗牛场。[135]
- 美国演员伊莱·沃勒克在纽约逝世，享年98岁。[136]
- 鲍勃·迪伦歌曲《像一块滚石》手稿拍得创纪录的200万美元。[137]

经济商贸
- 法国空管员发起罢工致使数十架欧洲航班停飞。[138]
- 秘鲁中部城市皮斯卡九名渔民被两辆拖网渔船撞击后遇害，另有3人失踪。[139]

法律罪案
- 韩国就世越号沉没事故开庭审理。[140]
- 蒂华纳卡特尔州州长路易斯·费尔南多·桑切斯·阿雷利亚诺于下加利福尼亚州蒂华纳被墨西哥军方逮捕。[141]
- 前世界新闻报编辑安迪·库尔森因与他人串谋入侵手机而被判有罪。其他七名被告则无罪释放。[142]

政治选举
- 文昌克因发表亲日观点而撤回竞选下任韩国国务总理的提名。[143]
- 芬兰联合政府上台，是该国自1959年来首次由讲瑞典语芬兰人执政。[144][145]

体坛快讯
- 冰球方面，经过全国曲棍球球员联盟协会和各大媒体的投票，匹兹堡企鹅队长悉尼·克罗斯比荣膺牡鹿纪念奖和特德·林赛最有价值球员奖。[146]

## 6月25日
武装冲突
- 2014年伊拉克北部内战
  - 伊拉克总理努里·马利基呼吁伊拉克和沙姆伊斯兰国团结起来，逼近巴格达北部87千米的麦地那。[147]
- 2013年埃及政变事后动荡
  - 大开罗四个地铁站和一处法院遭到土制炸弹袭击，8人死亡。[148]
- 尼日利亚警方表示，阿布贾Banex广场购物中心的爆炸造成21人死亡。[149]

经济商贸
- 长达五个月的罢工结束后，南非铂金矿工继续工作。[150]

事故
- 印度比哈尔邦发生火车事故，4人死。[151]

外交关系
- 中华人民共和国派遣部长级官员赴台举行会谈，就两岸自由贸易问题达成关系。[152]
- 美国将虔诚军的衍生组织列入外国恐怖组织名单。[153]
- 埃及总统阿卜杜勒-法塔赫·塞西首次出访阿尔及利亚，其中安全为首要议题。
- 阿尔及利亚同意年底前将五箱液化天然气运抵埃及。[154]

政治选举
- 罗马尼亚议会两院发表联合声明，敦促胞弟因涉及贪污而被逮捕、儿媳妇因腐败丑闻被刑事调查的总理特来扬·伯塞斯库辞职。[155]

## 6月26日
武装冲突
- 2014年伊拉克北部内战
  - 伊拉克总理努里·马利基证实，叙利亚空军本周早些时候轰炸了伊拉克和沙姆伊斯兰国。[156]
  - 叛乱分子占领巴格达东北部110千米的四个天然气田。[157]
  - 伊拉克军方对被伊斯兰国占领的提克里特发动空降突击，至少有一架武装直升机被击落。[158]

法律罪案
- 新疆判处9名恐怖分子14年有期徒刑。[159]

政治选举
- 因两项弹劾提名被取消，郑烘原留任韩国总理。[160]
- 德国放宽对乌克兰犹太人的移民限制。[161]

体坛快讯
- 2014年世界杯足球赛
  - 因在周二的D组比赛中咬意大利球员乔吉奥·基耶利尼，乌拉圭当家前锋路易斯·苏亚雷斯被逐出杯赛，还被停赛9场国际比赛并暂停一切足球活动4个月，这是世界杯史上最为严重的球员处罚，意味着苏亚雷斯直到10月27日才能参与到利物浦的赛事中。[162]
- 2014年NBA选秀
  - 篮球方面，美国国家篮球协会在布鲁克林巴克莱中心举办新一年选秀，克里夫兰骑士队拿下加拿大选手安德鲁·威尔金斯。[163]

## 6月27日
军事冲突
- 最近在代号“河城”的行动中抓获艾哈迈德·阿布·卡达阿拉的圣安东尼奥级两栖船坞运输舰纽约号回国。[164]
- 2014年伊拉克北部内战
  - 美国人权组织人权观察声称伊拉克和沙姆伊斯兰国本月早些时候在提克里特枪决至少150名俘虏。[165]

文化艺术
- 瑞典第三顺位王位继承人菲利普王子宣布将于2015年夏与男性杂志模特苏菲亚·赫尔克维斯订婚。[166]

事故
- 印度安得拉邦东戈达瓦里区一煤气管道爆炸，至少14人遇害。[167]

国际关系
- 2014年乌克兰亲俄罗斯武装冲突
  - 亲俄分裂分子同意释放4月劫持的八名欧洲安全与合作组织观察员中的四名。[168]
- 欧盟不顾俄罗斯的强烈反对，与乌克兰、格鲁吉亚和摩尔多瓦签订协议。[169]
- 在英国首相戴维·卡梅伦内阁的反对声下，欧洲理事会提名前卢森堡首相让-克洛德·容克为欧盟委员会主席。[170]
- 墨西哥当局就军方直升机在缉毒行动中错误飞入美国并射杀边防军一事致歉。[171]

科技新知
- 科学家将新发现的象鼩定名为Macroscelides micus。[172]

## 6月28日
武装冲突
- 巴基斯坦东北部战争
  - 巴基斯坦军方进攻北瓦济里斯坦，至少19名武装分子被击毙。[173]
- 2014年伊拉克北部内战
  - 伊拉克军方在提克里特中心城区与武装分子交火。[174]
  - 基地组织下辖组织努斯拉阵线进攻伊拉克和沙姆伊斯兰国控制的叙利亚边境小镇阿布凯马勒。[175]
- 尼日利亚东北部城市包奇一妓院发生爆炸，至少11人死，28人伤。[176]

文化艺术
- 波斯尼亚萨拉热窝市纪念弗朗茨·斐迪南大公遇刺的萨拉热窝事件100周年，此事件为第一次世界大战的导火索。[177]

事故
- 印度古吉拉特邦阿兰德一拆船码头发生爆炸，5人死。[178]
- 印度新德里一幢旧建筑倒塌，11人死，1人伤。[179]
- 印度清奈一幢在建建筑倒塌，至少1人死亡，数十人被困。[180]

外交关系
- 张王会谈
  - 中国两岸高层谈判代表在台湾举行历史性会谈，三个公开露面因遭到示威者抗议而被取消，搭桥之旅演变为暴力冲突。较早前示威者向谈判代表车队泼白色油漆并扔冥币，高呼口号：“台湾、中国，一边一国。”[181]

法律罪案
- 利比亚伊斯兰民兵领导者艾哈迈德·阿布·卡达阿拉，在华盛顿就造成四名美国人死亡的班加西袭击案的庭审上否认指控。[182]
- 两名13岁英国少年，因亵渎曼彻斯特一处犹太人墓地的坟墓而被逮捕。两人在一些墓碑上画上纳粹党口号和卐字符，并推倒40快墓碑，损失共计10万欧元。[183]

## 6月29日
武裝衝突
- 伊拉克和黎凡特伊斯蘭國宣佈改名為「伊斯蘭國」，首領阿布·贝克尔·巴格达迪自封為哈里發。[184]

## 6月30日
法律罪案
- 中共中央总书记习近平主持召开中央政治局会议，前中央军委副主席徐才厚因涉嫌违纪违法被开除党籍处分，移送最高人民检察院授权军事检察机关依法处理。[185]